# Chile na Zimowych Igrzyskach Paraolimpijskich 2014
Chilijska reprezentacja na Zimowych Igrzyskach Paraolimpijskich 2014 liczy 2 sportowców występujących w jednej spośród pięciu rozgrywanych dyscyplin. 

## Skład reprezentacji

### Narciarstwo alpejskie
- Jorge Migueles
- Santiago Vega